# Lyssomanes camacanensis
Lyssomanes camacanensis là một loài nhện trong họ Salticidae.
Loài này thuộc chi Lyssomanes. Lyssomanes camacanensis được María Elena Galiano miêu tả năm 1980.